# Phù đồ

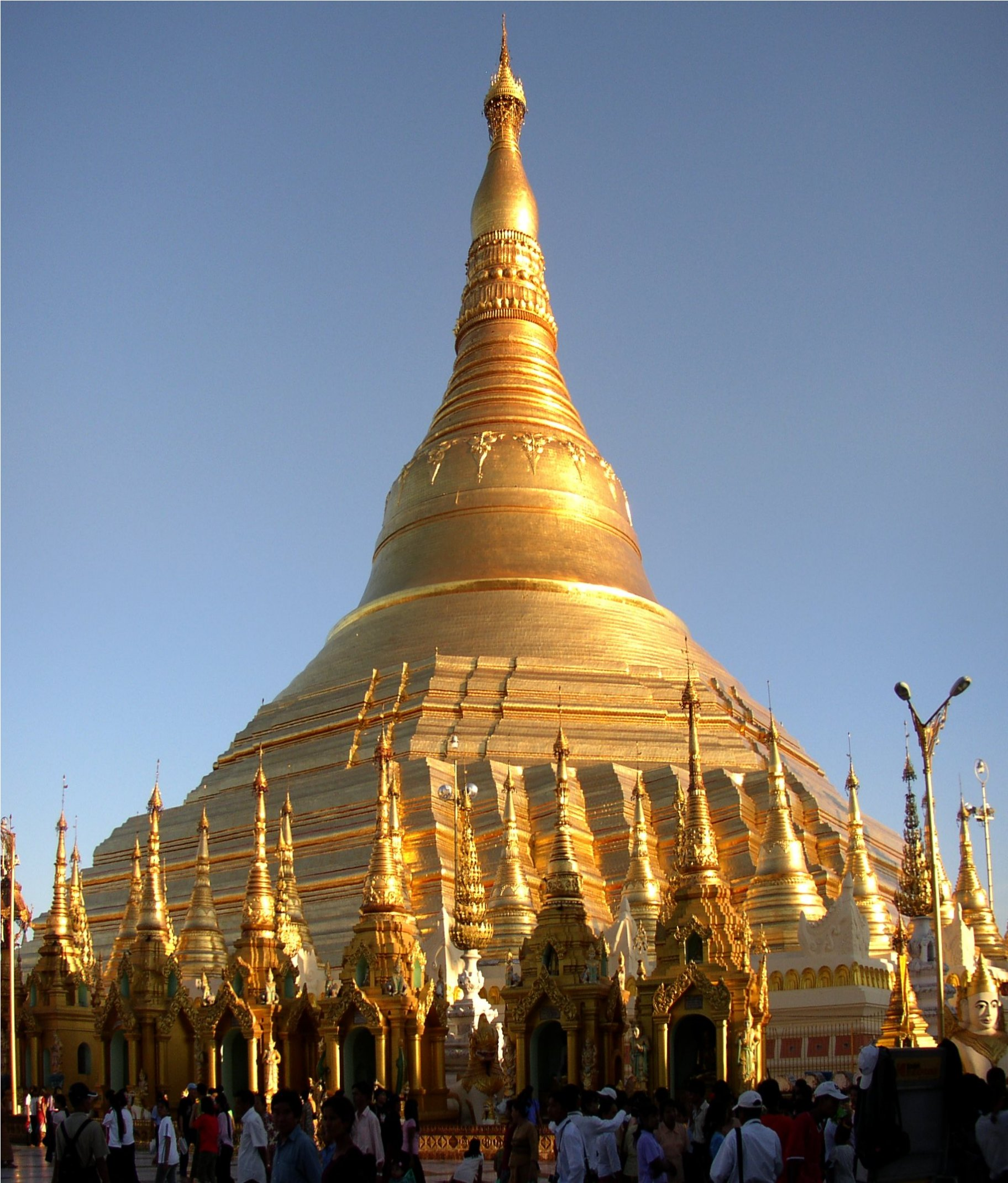
Shwedagon tại Yangon, Myanmar.

Stupa (tiếng Phạn và Pāli: स्तूप, stūpa, nghĩa đen là "búi tóc") hay tháp, tháp-bà (từ tiếng Trung: 塔 hay 塔婆), bảo tháp, hay phù đồ (浮屠), hay thạt (từ tiếng Lào, xuất phát từ Phạn ngữ: dhatu) theo truyền thống Phật giáo là ngôi mộ chôn giữ một phần xá lợi (một phần của di thể Đức Phật) hay để tưởng niệm Đức Phật và môn đệ có thánh tích. Các cách gọi khác gồm có: Tháp Phật, Đại Bảo Tháp (khi lưu giữ tro cốt hay xá lợi của đức Phật hoặc các bậc cao tăng, tổ sư) hay tháp mộ hay mộ tháp (nếu là nơi lưu giữ tro cốt của tín hữu gửi vào chùa).

## Mô tả

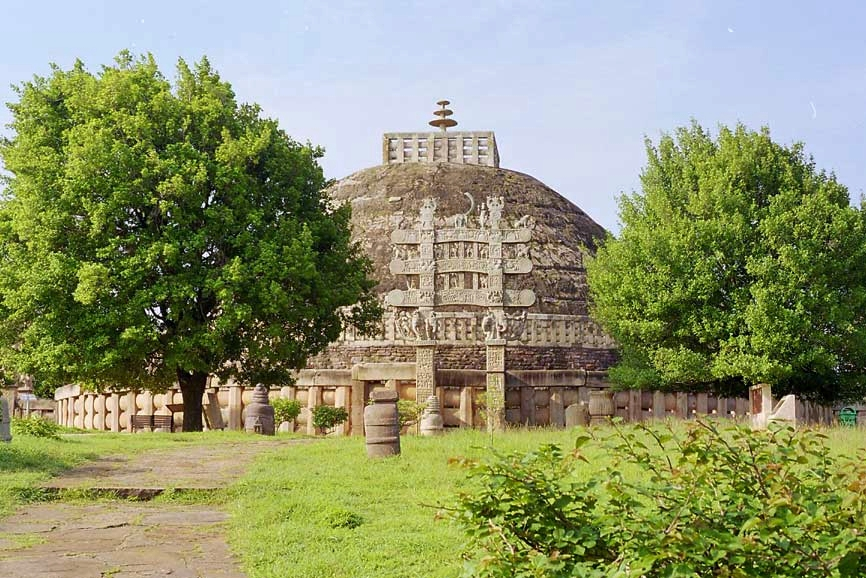
Stupa Lớn tại Sanchi (thế kỷ 4-1 TCN).

Là dấu vết kiến trúc Phật giáo cổ nhất của stupa là ở Ấn Độ vào thế kỉ 4-1 TCN, dạng bán cầu, xung quanh có lan can, được trang trí bằng những hoạt cảnh về cuộc đời Đức Phật, trên đỉnh là hình tượng chiếc lọng.
Ở các nước như Myanmar, Thái Lan, Lào, Campuchia, stupa có dạng bán cầu và đỉnh nhọn, vì theo tương truyền trước khi tịch, Phật được hỏi: làm thế nào để bảo tồn sự tôn kính di thể Phật? Phật gấp tư áo cà sa, úp bát khất thực lên, rồi đặt cái gậy chống lên trên cùng rồi tịch.

### Tháp
Ở Trung Quốc, Nhật Bản, Triều Tiên, Việt Nam, stupa được gọi theo âm (sudupo, sotoba, soldopha, tháp / tháp-bà), là nơi lưu trữ tro cốt (xá lợi) của Đức Phật hay của sư tổ trụ trì chùa. Tháp có chiều cao lớn hơn cạnh đáy, chia thành nhiều tầng, thường càng lên cao càng thu nhỏ dần, phía trên cùng có mái cong.

## Thơ văn
Tục ngữ Việt Nam có câu: "Dù xây chín bậc phù đồ, không bằng làm phúc cứu cho một người" nhằm đề cao giá trị nhân văn giúp đỡ người khác một cách trực tiếp thì tốt hơn là xây dựng những gì mang tính hình thức theo tôn giáo.

## Hình

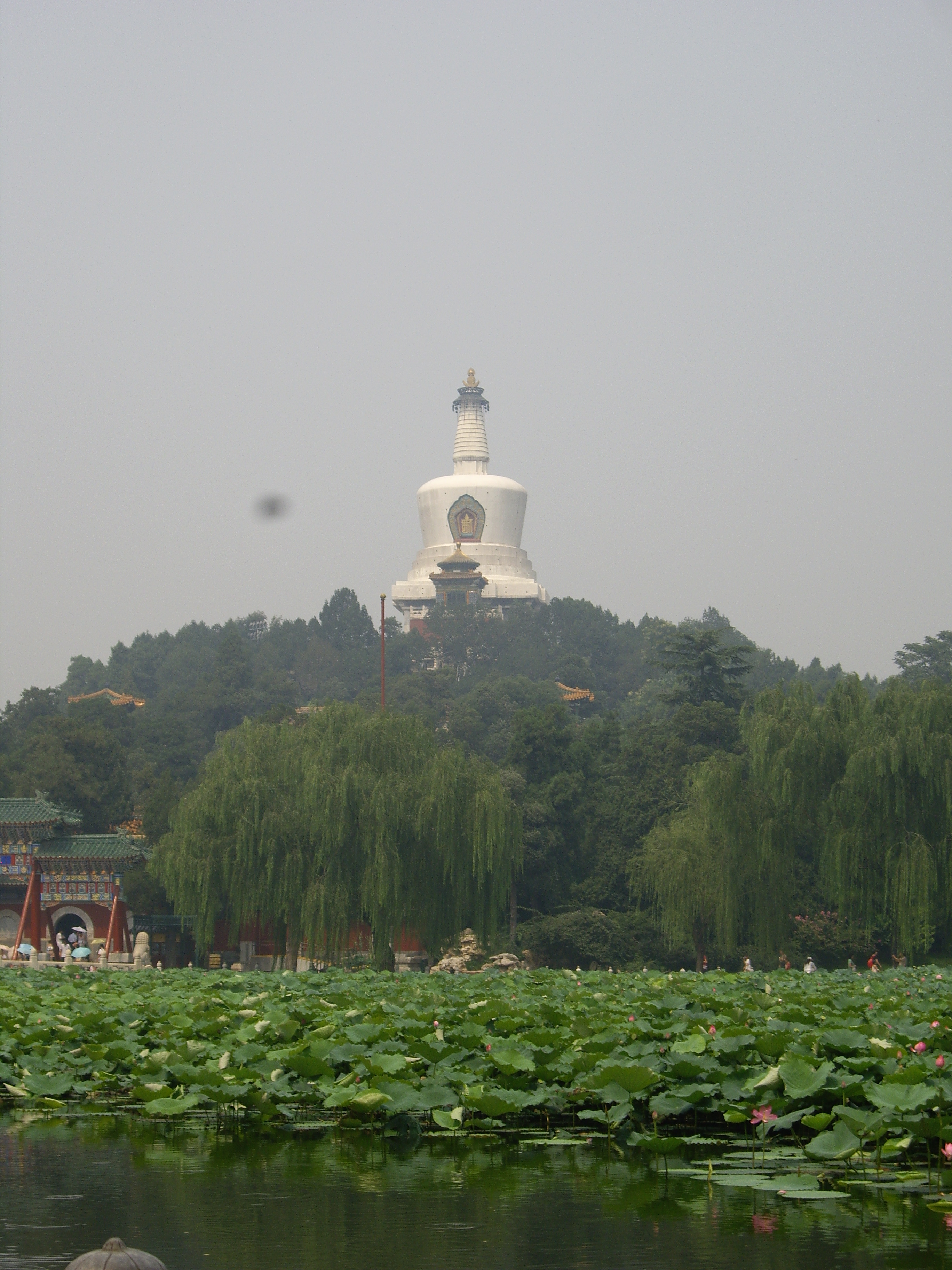
Bạch Tháp-bà chùa Vĩnh An, Công viên Bắc Hải, Bắc Kinh
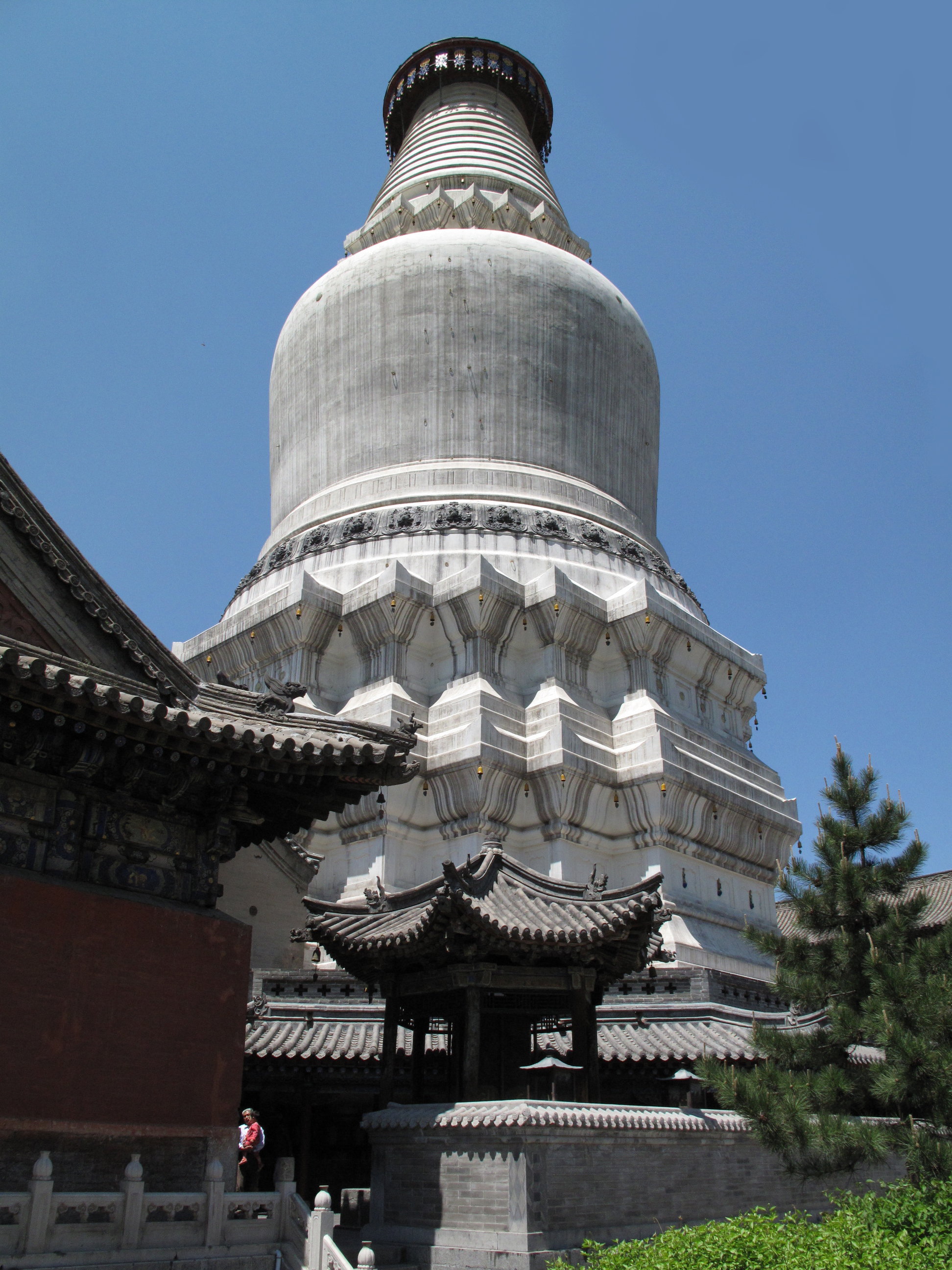
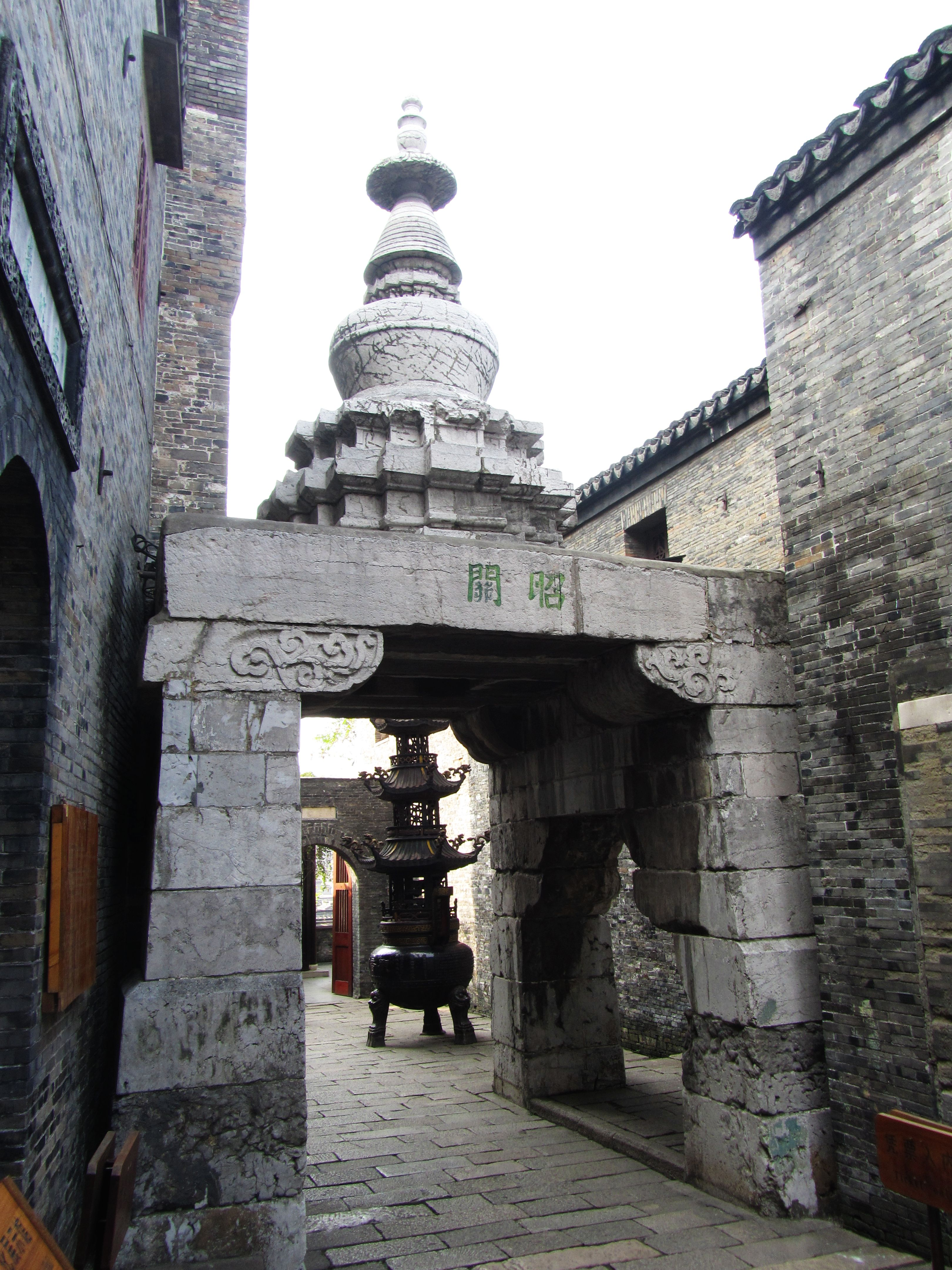
Tháp-bà Chiêu Quan, Trấn Giang
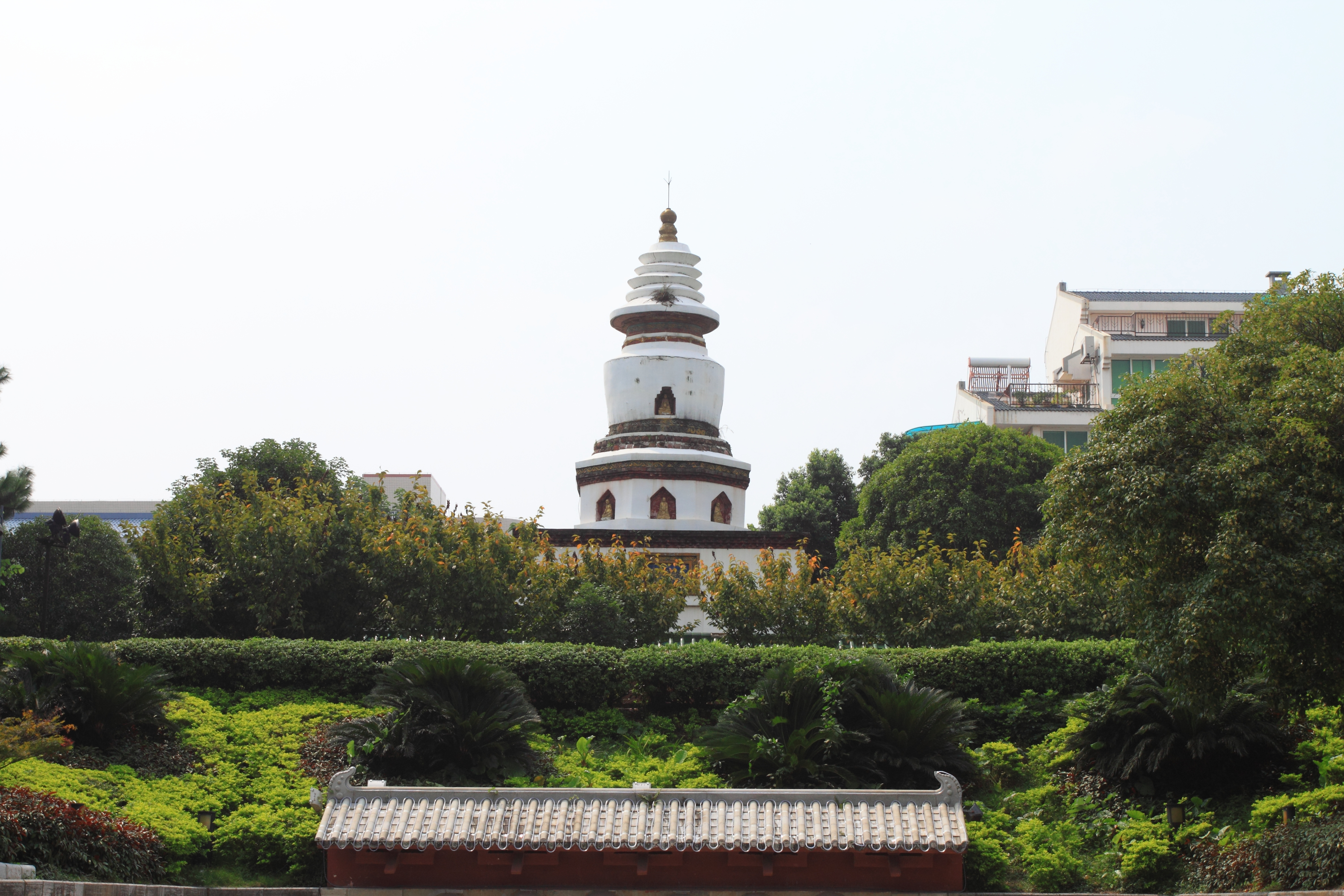
Tháp-bà Quế Lâm, Quảng Tây
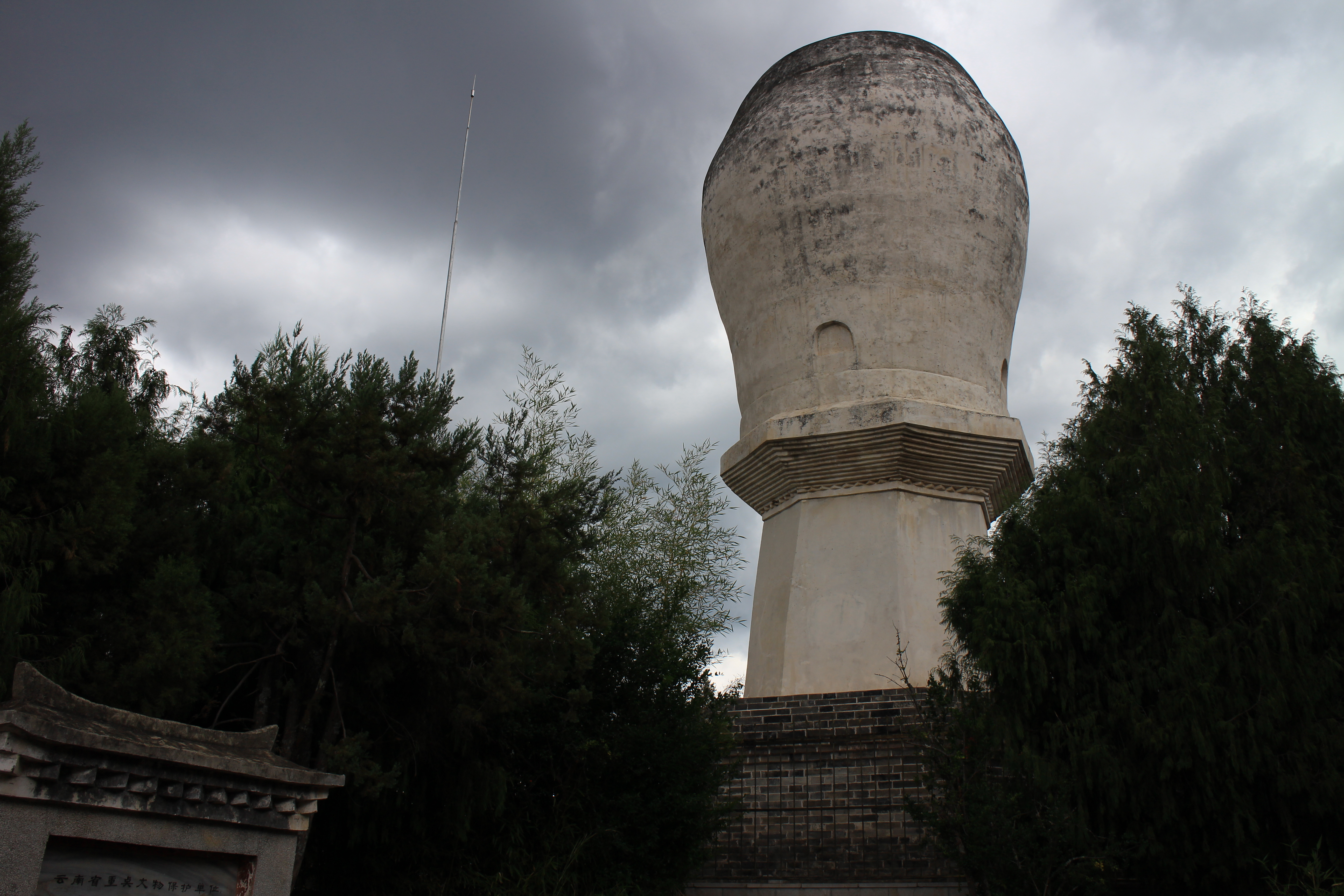
Bạch Tháp-bà Đại Diêu
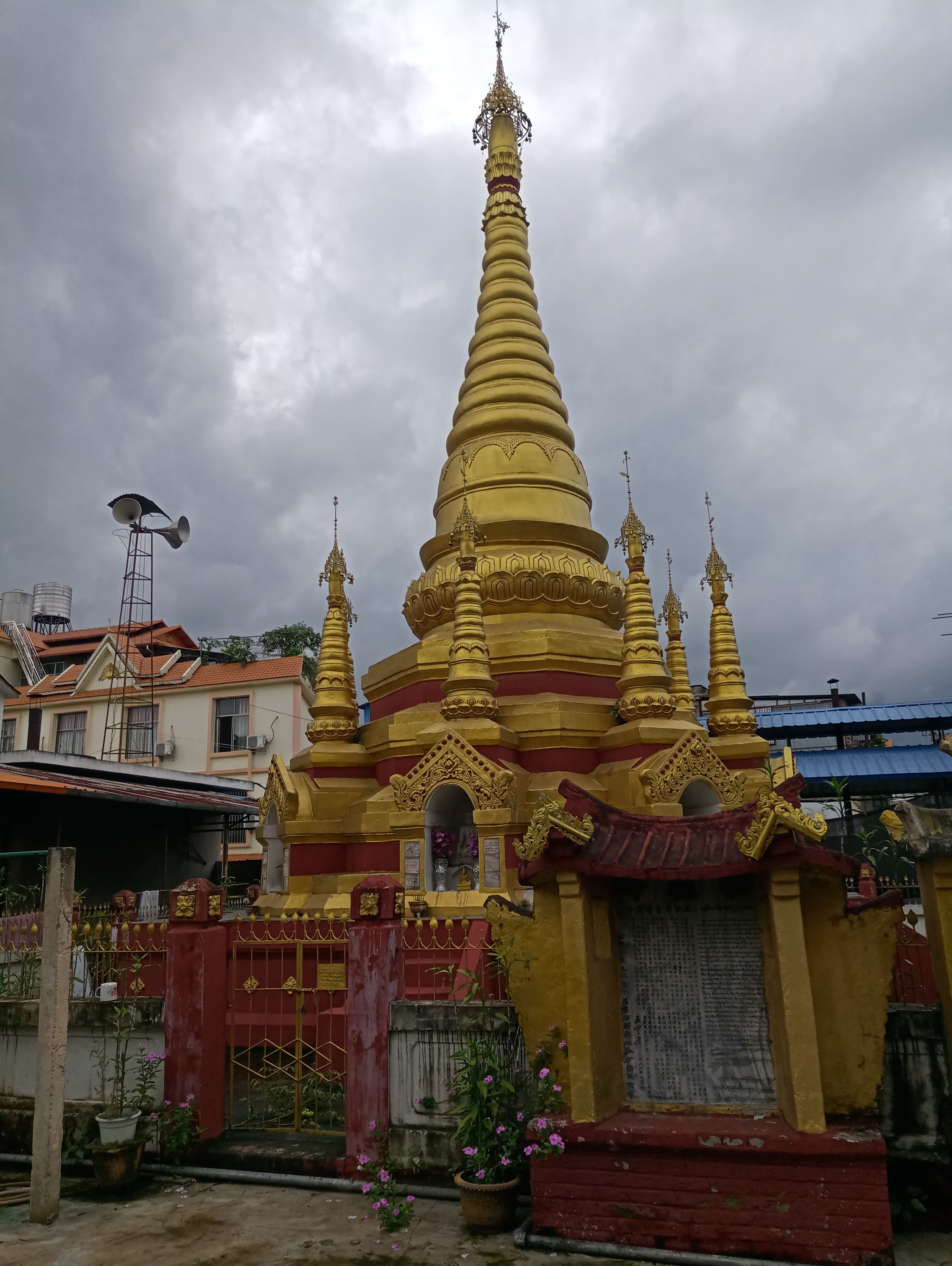
Tháp-bà chùa Ngũ Vân, Mang, Đức Hoành
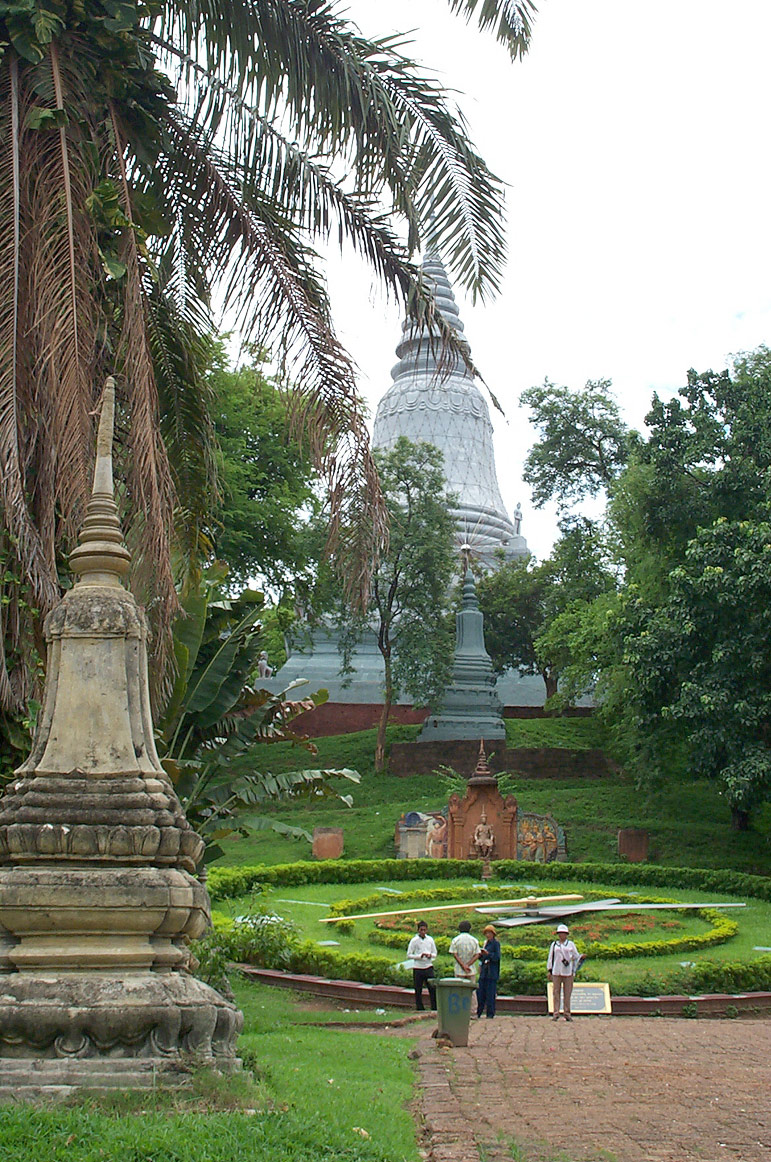
Tháp mộ ở Wat Phnom, Phnôm Pênh, Campuchia.
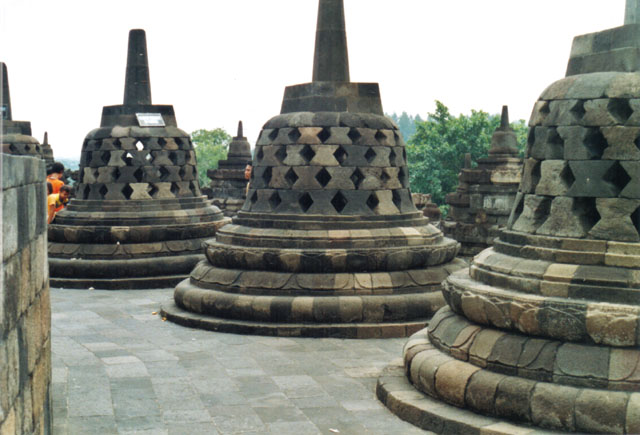
Hàng stupa hình chuông tại Borobudur, Indonesia.
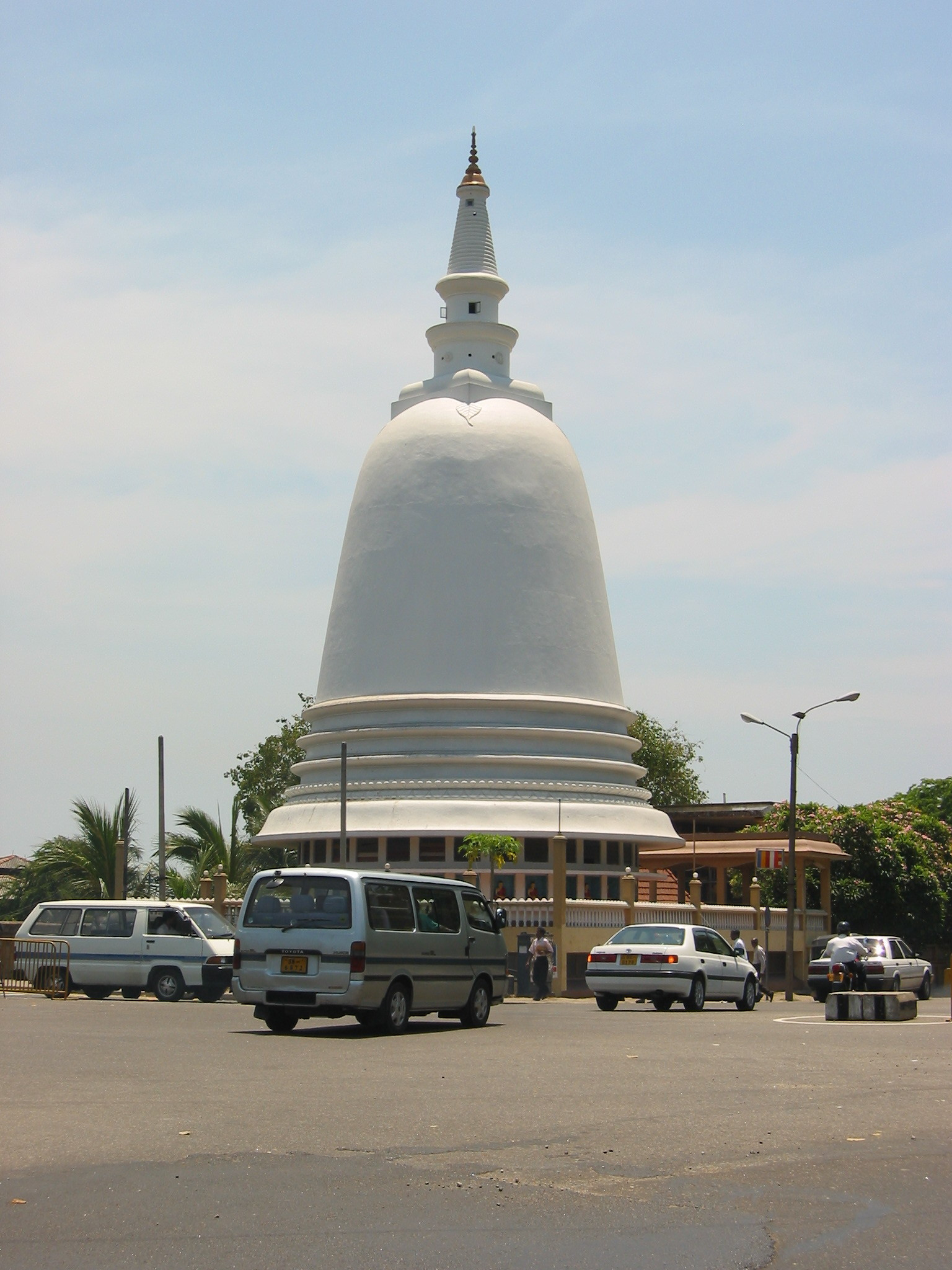
Colombo, Sri Lanka
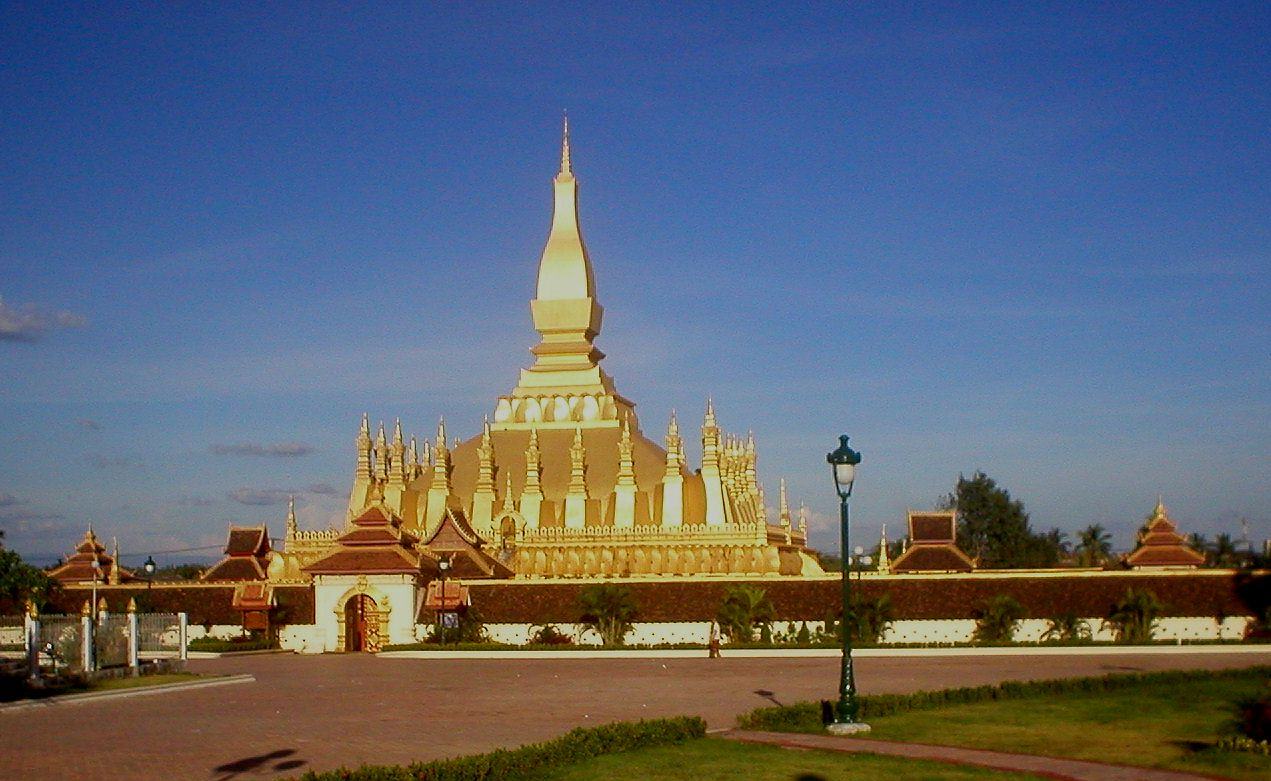
Thạt Luông tại Viêng Chăn, Lào
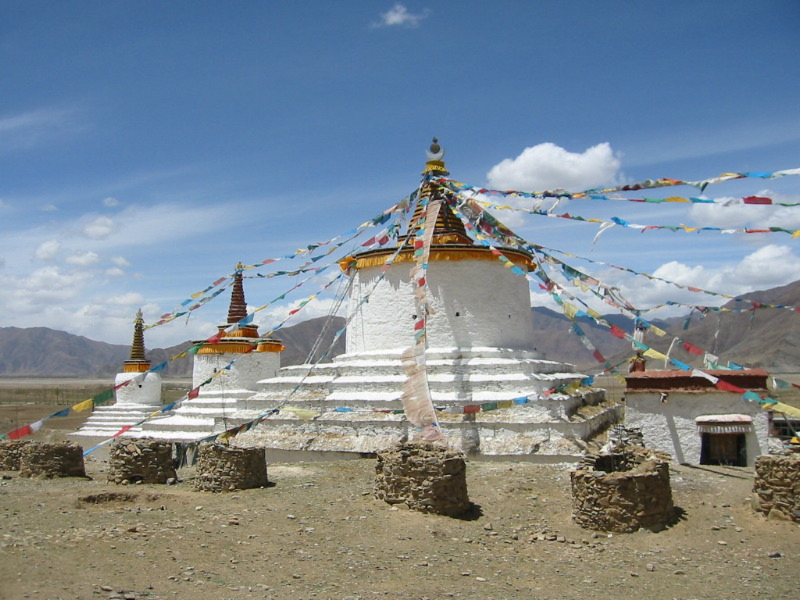
Chörten, Tây Tạng
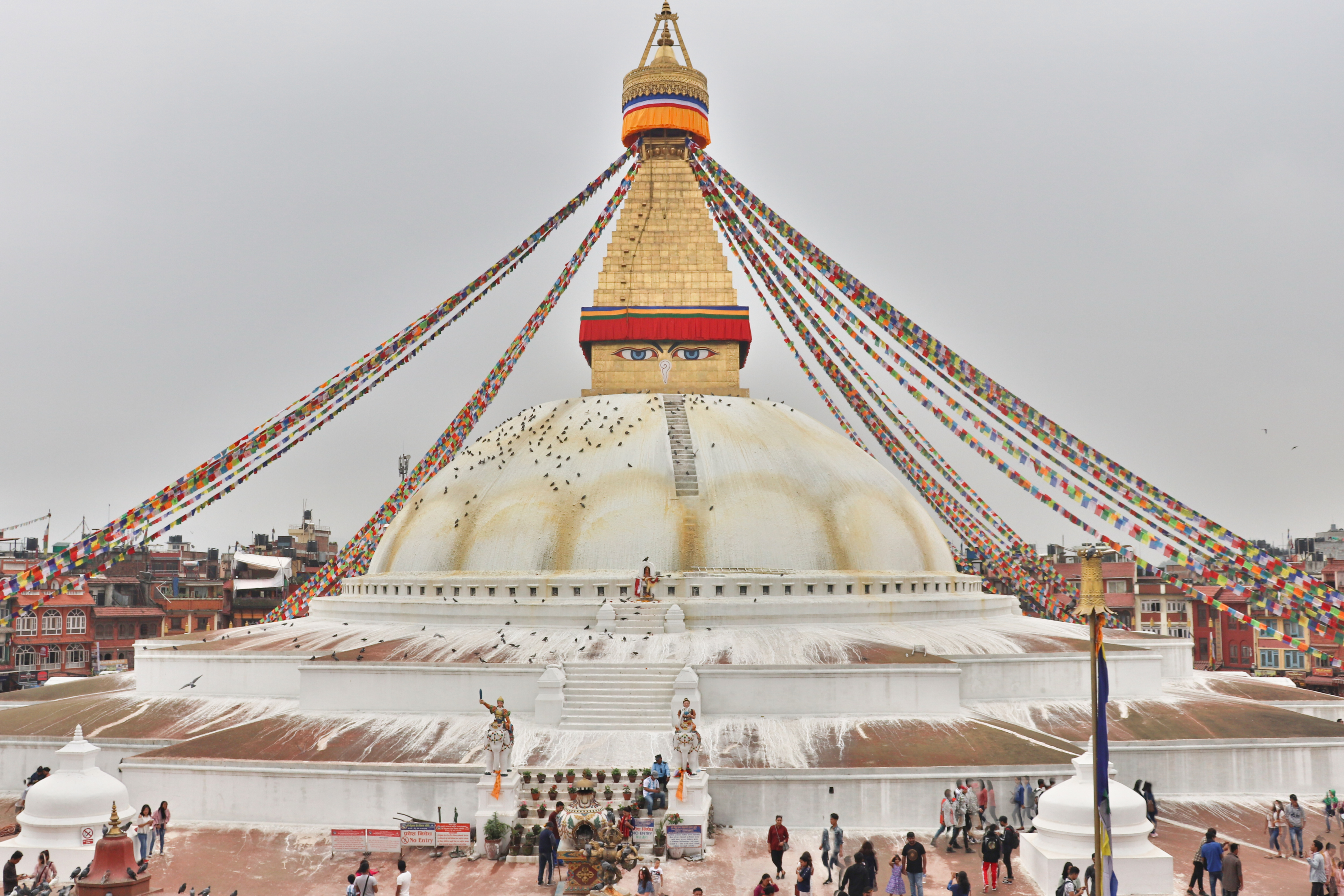
Nepal
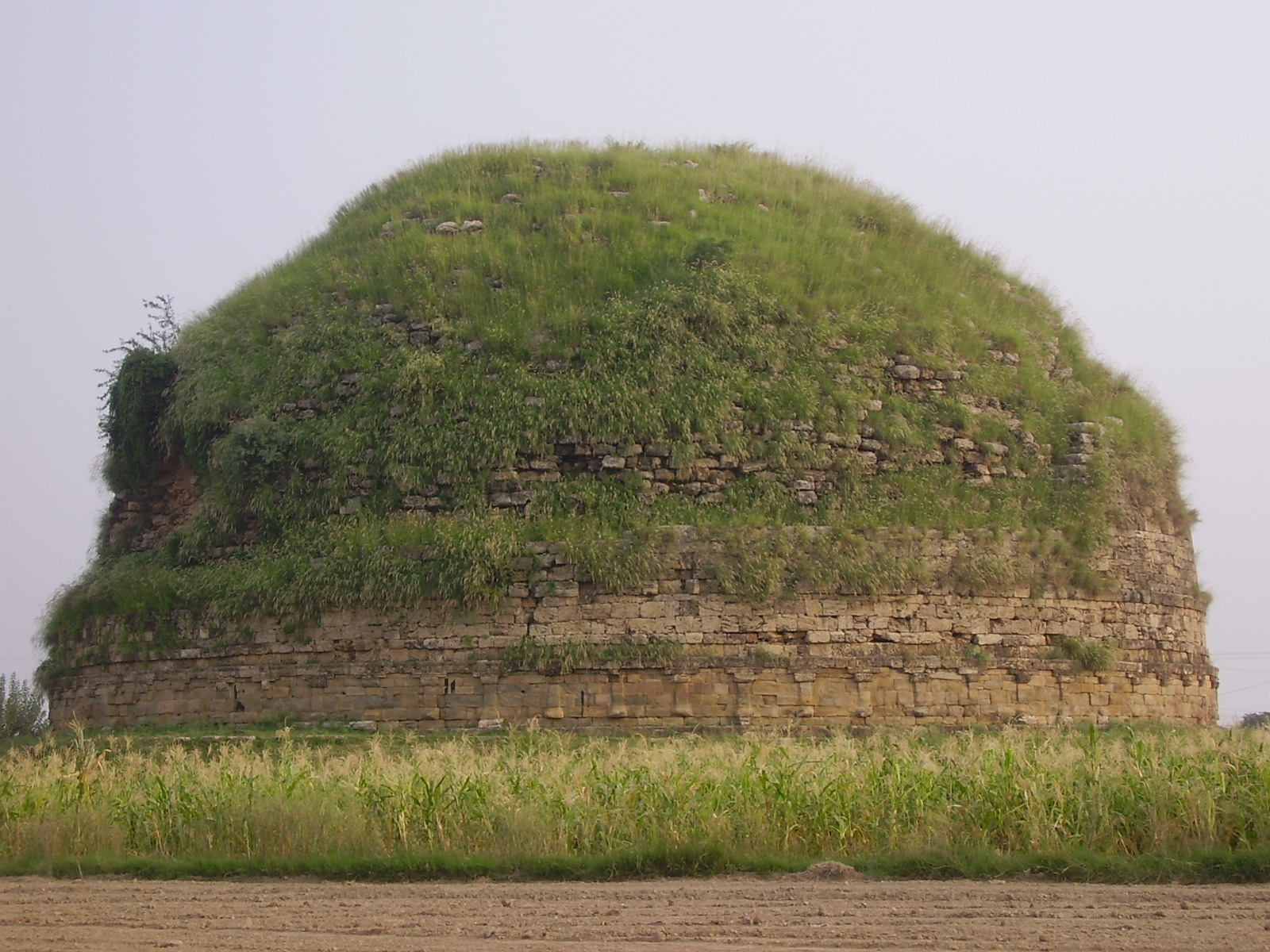
Mankiala Stupa gần Rawalpindi, Pakistan
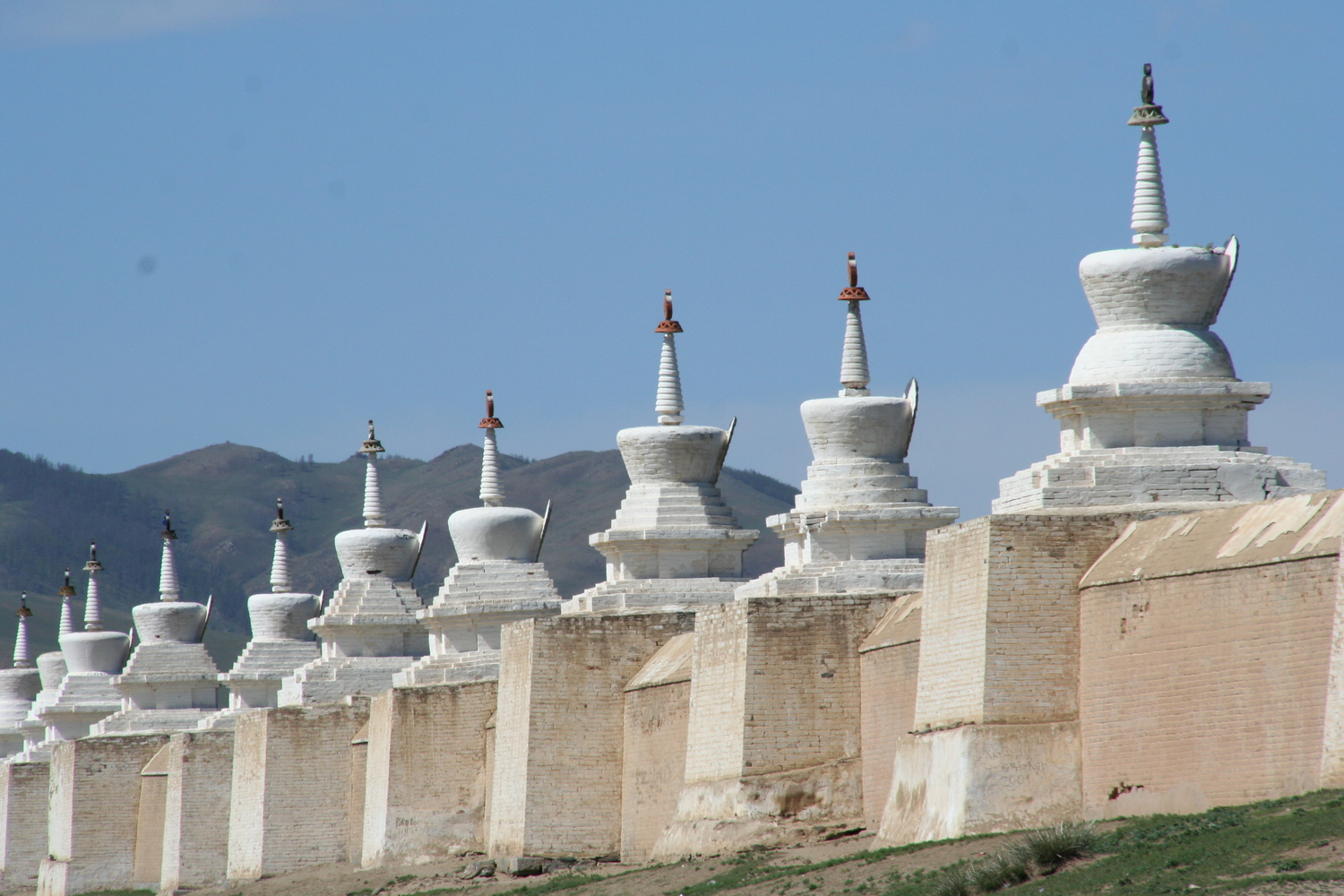
Stupa quanh tu viện Erdene Zuu tại Karakorum, Mông Cổ